# اليوم الدولي للتغطية الصحية الشاملة
يتم الاحتفال بيوم التغطية الصحية الشاملة العالمي سنويًا في 12 ديسمبر ويتم الترويج له من قبل منظمة الصحة العالمية . 12 ديسمبر هو الذكرى السنوية لأول قرار للأمم المتحدة بالإجماع يدعو جميع الدول إلى توفير رعاية صحية جيدة وبأسعار معقولة لمواطنيها. يتم الترويج للتغطية الصحية الشاملة كأداة للمساعدة في تعزيز حق الإنسان في الصحة على نطاق أوسع ، والذي يستند إلى عدد من الاتفاقيات الدولية ، أو الوثائق الدولية المؤكدة على نطاق واسع.

أُدرجت التغطية الصحية الشاملة في أهداف التنمية المستدامة الجديدة للفترة 2015-2030 ، التي اعتمدتها الأمم المتحدة. في العديد من الدول تعتبر الرعاية الصحية الشاملة بدائية للغاية ولا تشمل التدخلات القوية أو الرعاية طويلة الأجل. أفادت WaterAid أن البنية التحتية الوطنية الصحية في العديد من الدول لا يمكنها دعم آليات تقديم الرعاية الصحية في العالم الأول لأنها قد لا توفر حتى مياه الشرب ، ناهيك عن الكهرباء.
أفاد مسح رئيسي لمنظمة الصحة العالمية واليونيسيف في عام 2015 أن 38٪ من مرافق الرعاية الصحية التي شملها الاستطلاع لا يمكنها الوصول إلى مصدر أساسي للمياه ، و 35٪ تفتقر إلى المواد اللازمة لغسل الناس أيديهم بشكل فعال. عندما يتعذر على العاملين في مجال الرعاية الصحية الحفاظ على نظافة المرافق ومنع العدوى ، يتم تقويض قدرتهم على تقديم رعاية آمنة وفعالة وكريمة.
تعد مبادرة WASH (المياه والصرف الصحي والنظافة الصحية) التابعة لمنظمة الصحة العالمية واليونيسيف - وشركاؤهما العالميين جزءًا من خطة العمل العالمية للأمم المتحدة "لضمان أن جميع مرافق الرعاية الصحية في جميع الأماكن لديها ما يكفي من المياه والصرف الصحي و خدمات النظافة بحلول عام 2030. " 

## شركاء المبادرات
في عام 2016 كان الاحتفال هو 12 ديسمبر 2016. الشعار القياسي عبارة عن دائرة ذهبية عليها نقش أبيض وأسود ، توضح تاريخ الاحتفال بالسنة.
الشركاء المنظمون الأحد عشر هم: مؤسسة روكفلر ، مجموعة البنك الدولي ، منظمة الصحة العالمية ، أوكسفام ، منظمة إنقذوا الطفولة ، العلوم الإدارية للصحة ، العمل من أجل الصحة العالمية ، CapUHC ، فريق العمل المجتمعي المعني بالصحة ، الشبكة البرلمانية العالمية حول التغطية الصحية الشاملة ، والجمهور . مؤسسة الصحة في الهند . اثنان وأربعون مؤسسة أكاديمية وحوالي 792 منظمة غير حكومية أخرى مدرجة كشركاء عالميين.

## الروابط الخارجية
- منظمة الصحة العالمية